# Peter Möhlmann
Peter Möhlmann (* 29. September 1982 in Apeldoorn) ist ein niederländischer Schrittmacher und ehemaliger Radrennfahrer.

## Sportliche Laufbahn
Peter Möhlmann ist ein Sohn des Radrennfahrers Gerrit Möhlmann und der dreifachen Vize-Weltmeisterin in der Einerverfolgung, Anne Riemersma. Im Jahr 2000 gewann er den Omloop Het Volk der Junioren-Klasse. 2002 fuhr er für Rabobank TT3, das Farmteam des ProTeams Rabobank. 2003 wechselte er zum AXA Cycling Team, wo er jeweils eine Etappe bei der Tour du Loir-et-Cher und bei der Ronde van Midden-Brabant für sich entscheiden konnte. In der Saison 2004 gewann er eine Etappe bei der Slowenien-Rundfahrt und zwei Etappen bei der Olympia’s Tour. Ein Jahr später gewann er den Ster van Zwolle. 2006 fuhr Möhlmann bei dem niederländischen Continental Team Fondas P3, für das er die Ronde van Overijssel für sich entscheiden konnte. 2010 beendete er seine aktive Radsportlaufbahn.
Etwa seit Mitte der 2010er Jahre ist Möhlmann als Schrittmacher bei Derny-Rennen aktiv und erfolgreich: So errangen bei den niederländischen Bahnmeisterschaften 2022 drei von ihm geführte Sportler Meistertitel.

## Erfolge
2000
- Omloop Het Volk (Junioren)

2003
- eine Etappe Tour du Loir-et-Cher

2004
- eine Etappe Slowenien-Rundfahrt
- zwei Etappen Olympia’s Tour

2006
- Ronde van Overijssel